# Wetterling Gallery
Галерея «Wetterling Gallery» (швед. Wetterling Gallery, Stockholm) — художественная галерея в шведском городе Стокгольм, открывшаяся в 1978 году по инициативе Бьёрна Веттерлинга; специализируется на современном искусстве Швеции — демонстрирует живописные работы, рисунки, скульптуры и инсталляции; связана и с американской арт-сценой, участвует в международных ярмарках «Art Miami», «Art Brussels» и «Armory Show»; сотрудничала с Джеймсом Розенквистом.

## История и описание
Галерея современного искусства «Wetterling Gallery» была открыта в Стокгольме в 1978 году — здание галереи расположено в парке Кунгстрэдгорден (Kungsträdgården), созданному как огород, но ставшим сначала садом (в стиле барокко) для королевских развлечений, а затем и популярным местом развлечения горожан. Основателем галереи являлся Бьёрн Веттерлинг, который еще в конце 1970-х годов начал демонстрировать в залах галереи не только живописные работы, рисунки и скульптурные композиции, но и инсталляции. Позднее у галереи появилось и собственное помещение в Гётеборге — «Wetterling Gallery Showroom in Gothenburg».
По состоянию на 2019 год галерея представляла около двух десятков международных и шведских художников — европейское учреждение поддерживало тесную связь с американской арт-сценой, демонстрируя работы комбинированной живописи и поп-арта; за годы своего существования она представила в своих помещениях работы Фрэнка Стелла и Джеймса Розенквиста. Художники Роберт Раушенберг и Эд Руша также сотрудничали с галереей; кроме того, шведская галерея сотрудничала с галереей Гагосян в Нью-Йорке. Галерея «Wetterling» пытается принимать участие в четырёх международных художественных ярмарках ежегодно — она регулярно демонстрировала своих авторов в рамках арт-ярмарок «Art Miami», «Art Brussels» и «Armory Show».
Сам Бьёрн Веттерлинг являлся коллекционером искусства; кроме того он разрабатывает и собственные дизайнерские проекты. Связь с США основатель объяснял тем, что «Нью-Йорк — лучший город в мире, когда дело доходит до искусства, нравится вам это или нет». В период с середины мая по конец июня 2018 года в залах галереи проходила персональная выставка Линды Бэкстрем (род. 1982) «Linda Baeckstroem — The World’s End»; с октября по ноябрь 2017 года галерея выставляла работы художника Аллена Джонса (род. 1937) — в рамках его персональной выставки «Allen Jones — 80 Not Out!».